# NGC 6708
NGC 6708 је спирална галаксија у сазвежђу Телескоп која се налази на NGC листи објеката дубоког неба.
Деклинација објекта је - 53° 43' 24" а ректасцензија 18h 55m 35,6s. Привидна величина (магнитуда) објекта NGC 6708 износи 12,0 а фотографска магнитуда 12,8. Налази се на удаљености од 35,7000 милиона парсека од Сунца. NGC 6708 је још познат и под ознакама ESO 183-27, AM 1851-534, IRAS 18515-5347, PGC 62569.